# 渡辺舞 (アナウンサー)
渡辺 舞（わたなべ・まい、1983年（昭和58年）10月24日 - ）は、九州各地で活動していたキャスター・アナウンサー。

## 人物
長崎県南高来郡国見町（現・雲仙市）出身。長崎県立島原高等学校などを卒業後、2006年より地元長崎放送『あっ!ぷる』のリポーターを務める。その後2010年よりNHK大分放送局の契約キャスターを務め、翌年よりNHK熊本放送局に移籍し、2012年末まで活動。NHKではいずれも夕方のニュース番組を担当。
なお、2013年に入ってからの活動状況は不明。
サッカーどころで育ったこともあり幼い頃からサッカー好きで、本人はヘディングによるリフティングを得意とする。長崎放送ではそのことを生かした企画が組まれたほか、熊本局では池田伸子アナが東日本大震災に伴う応援派遣でサッカー情報を担当できなかった時の代役も務めている。

## 主な出演番組と絡んだサッカークラブ
- あっ!ぷる リポーター（長崎放送）- V・ファーレン長崎
- ニュースTodayおおいた（NHK大分）- 大分トリニータ
- クマロク!（NHK熊本）- ロアッソ熊本